# الجيش الثوري الأرمني
كان الجيش الثوري الأرمني (باللغة الأرمينية Հայ Յեղափոխական Բանակ (ՀՅԲ) - يُطلق عليه Hay Heghabokhakan Banak) منظمة مسلحة أرمنية هاجمت ما لا يقل عن 7 مرات مما أدى إلى مقتل 6 على الأقل وإصابة 8. تولت المجموعة مسؤولية قتل الملحق بالسفارة التركية دورسون أكسوي في بروكسل عام 1983، وهجوم السفارة التركية في لشبونة 1983 عام 1983، والهجوم على السفارة التركية في أوتاوا عام 1985.
يُعتقد أن الجيش الثوري الأرمني هو استمرار لمنظمة مغاوير العدالة للإبادة الجماعية للأرمن تحت اسم مختلف. ومع توقف منظمة مغاوير العدالة عن تحمل المسؤولية في البيانات منذ عام 1983 فصاعدًا، فقد واصل الجيش الثوري الأرمني تنفيذ الأنشطة العسكرية.

## العمليات
تعرضت مكتبة بلشبونة في البرتغال لتفجير وقع عام 1970. كان هذا هو الهجوم الأول الذي أعلنه منظمة مغاوير العدالة. ولكن نظرًا لأن الهجوم التالي الذي أعلنته المنظمة التي تحمل الاسم نفسه حدث فقط في عام 1983، فقد تساءل الكثيرون عما إذا كان هذا مرتبطًا بالفعل بالمنظمة التي تأسست في الثمانينيات كاستمرار لمنظمة مغاوير العدالة أو ما إذا كانت منظمتان مختلفتان تستخدمان نفس الاسم الجيش الثوري الأرمني.
في عام 1983، أعلن الجيش الثوري الأرمني مسؤوليته عن هجوم على ملحق السفارة التركية دورسون أكسوي الذي قُتل بالرصاص في بروكسل.
تولى الجيش الثوري الأرمني مسؤولية هجوم السفارة التركية عام 1983 في لشبونة في 27 يوليو 1983. وأسفر ذلك عن مقتل 7 أشخاص، من بينهم جميع المهاجمين الخمسة المعروفين في المصادر الأرمينية باسم «مجموعة لشبونة الخمسة» (سيتراك أجاميان وعمره 19 عامًا؛ آرا كورجوليان وعمره 20؛ سركيس أبراهاميان وعمره 21؛ سيمون يحييان وعمره 21، وفاشي دغليان وعمره 19).
في 12 مارس 1985، أعلن الجيش الثوري الأرمني مسؤوليته عن الهجوم على السفارة التركية في أوتاوا. هاجم ثلاثة مسلحين من الجيش الثوري الأرمني السفارة التركية في أوتاوا في كندا وهم كيفورك مارشيلان وعمره 35 عامًا، من لاسال في كيبك، ورافي بانوس تيتيزيان وعمره 27 عامًا، من سكاربورو في أونتاريو، وأوهانس نوباريان وعمره 30 عامًا، من مونتريال. لقد استسلموا للشرطة.
وقع آخر هجوم للجيش الثوري الأرمني في عام 1985.